# Gurasada (gmina)
Gurasada – gmina w Rumunii, w okręgu Hunedoara. Obejmuje miejscowości Boiu de Jos, Boiu de Sus, Cărmăzănești, Câmpuri de Sus, Câmpuri-Surduc, Dănulești, Gothatea, Gurasada, Runcșor, Ulieș i Vica. W 2011 roku liczyła 1492 mieszkańców.